# Pont de Jambes

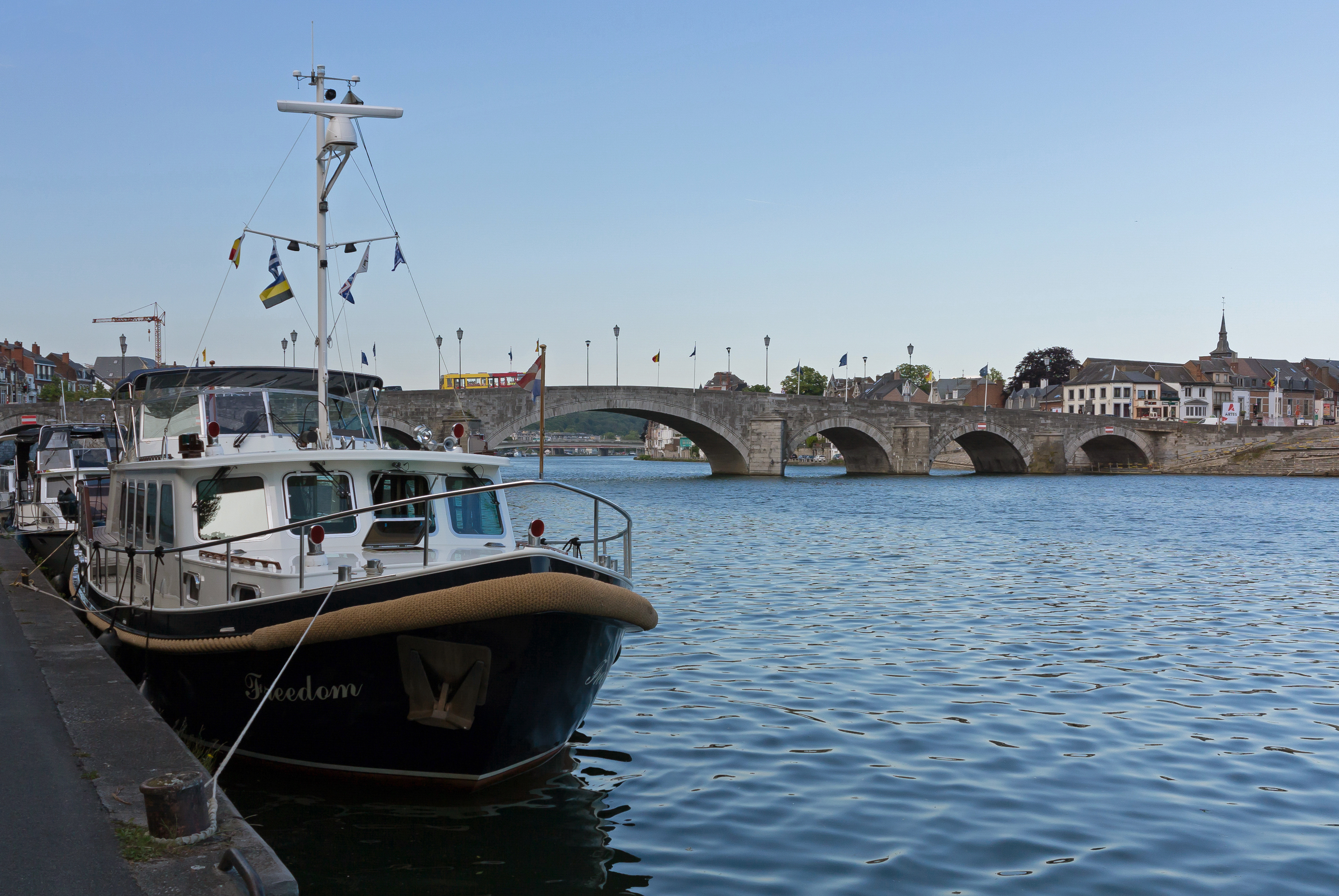
Namen, Pont de Jambes in 2015

De Pont de Jambes ook wel bekend als de Pont de Meuse (Maasbrug) is een verkeersbrug over de Maas in Jambes, een deelgemeente van de Waalse hoofdstad Namen. De brug verbindt het stadsdeel op de rechteroever met de Citadel van Namen op de linkeroever. De huidige brug is gebouwd in de 16e tot de 18e eeuw. De brug heeft een lengte van 145 meter en bestaat uit zeven bogen, waarvan de middelste de grootste is om schepen door te kunnen laten. 

## Geschiedenis

### Oude oorsprong
De oorsprong van de brug gaat waarschijnlijk terug naar de Romeinse tijd. Een legende spreekt zelfs over de constructie, gelegen aan de voet van de citadel, in de tweede eeuw voor Christus. 
De eerste officiële vermelding van de brug stamt uit 1183, toen de Augustijner Kanunniken abdij de Géronsart oprichtte nabij de brug. Een ander document uit 1289, is nauwkeuriger en spreekt van een "stenen en houten brug met een toren in het midden". Deze toren wordt beschouwd als een belfort en had de naam Tour Beauregard. 

### Middeleeuwen
In de dertiende en veertiende eeuw zijn er talrijke vermeldingen te vinden over de brug. Zo wordt er genoemd dat de 'Maasbrug' bestaat uit zeven palen, waarvan de laatste paal wordt bekroond door een vierkante belforttoren. Zoals getoond in een gravure uit 1697 zat er in de brug een valbrug ter bescherming. Dit omdat deze brug de grens vormde tussen het Graafschap Namen en het Prinsbisdom Luik. Vanaf de dertiende eeuw staat de brug vermeld op het wapen van de oude stad Jambes. 
Zoals bij elke brug in de Middeleeuwen was er een levendig sociaal leven en een levendige handel rond en op de brug. Zo waren er winkels, kleine huizen voor bewakers, portiers, douane, beiaards, hoefsmeden en andere arbeiders wiens activiteiten verband houden met de brug. Het houten deel van de brug heeft bestaan tot 1746.

### Strategisch belang
De brug en zijn omgeving waren lange tijd van militair strategisch belang maar ook van commercieel en administratief belang. Dit voornamelijk door de verbinding van de twee oevers van de Maas en de ligging op de grens tussen Graafschap Namen en Prinsbisdom Luik. Op de brug, in de Tour Beauregard, ontmoetten de schepenen van beide steden elkaar om geschillen in de buurt of op de grens te bespreken en op te lossen. De brug was ook een plek voor de rechtspraak. Zo was er regelmatig sprake was van gevangenenruil en was de toren in gebruik als gevangenis. Ook werden er veroordeelden terechtgesteld. De brug was een must voor het oversteken van de Maas in de regio en er was dan ook sprake van veel goederenverkeer. De stad had octrooirecht op de brug en voor het oversteken moest dus worden betaald. 
Het strategische belang van de brug werd nogmaals benadrukt in de zomer van 1914 toen het Belgische leger drie bogen van de brug opblies in de hoop de snelle opmars van het Deutsches Heer tijdens de Eerste Wereldoorlog te stoppen of te vertragen. De brug werd herbouwd, maar werd om dezelfde reden nogmaals opgeblazen in 1940 tijdens de Tweede Wereldoorlog. De brug is vele jaren in deze staat gebleven, waarbij het vernietigde deel van de brug werd afgedekt met een tijdelijk brugdek.

### Modernisering
Tussen 1961 en 1965 is de brug gerenoveerd, waarbij de twee centrale bogen werden vervangen door één hogere boog van 33 meter. Door deze hogere boog werd het mogelijk om grotere schepen met meer tonnage te kunnen doorlaten. Hierbij is de weg verhoogd naar 12 meter. Tegenwoordig is het belang van de brug kleiner geworden, omdat er vier nieuwe bruggen zijn aangelegd in nabij gelegen hoofdwegen. 